# Jérémie Pignard
Jérémie Pignard (Villefranche-sur-Saône, 7 agosto 1987) è un arbitro di calcio francese.

## Carriera
Dopo essersi avvicinato al mondo del calcio giocando come portiere, decide di intraprendere la carriera di arbitro dopo che il club dove giocava era alla ricerca di arbitri.
Nel 2015 fa quindi il proprio debutto arbitrando la gara di CFA tra Entente SSG ed Arras.
Arbitra tre stagioni in CFA, prima di essere promosso in Championnat National nel 2017.
Dopo appena una stagione passa ad arbitrare in Ligue 2, debuttando già alla prima giornata nella gara tra Orléans e Lens del 27 luglio 2018. Nel mentre viene designato per arbitrare una gara di quarta serie svizzera.
Nel 2019 debutta in Ligue 1.
In seguito debutta anche nelle competizioni europee e in campo internazionale.